# Ірландська Вікіпедія
Ірландська Вікіпедія (ірл. Vicipéid na Gaeilge)— розділ Вікіпедії ірландською мовою. Створена в жовтні 2003 року, проте перша стаття була написана в січні 2004 року.  
Засновником розділу є Ґабліель Бічем (Gabriel Beecham). У вересні наступного вже налічувалося 1600 статей та 173 учасники. До березня 2007 року було 20 активних учасників та 7 000 статей. 10 000 позначку Вікіпедія перетнула в лютому 2010 року. 14 липня 2013 кількість статей перевищила 20 000. 
Ірландська Вікіпедія станом на 26 березня 2025 року містить 61 583 статті, 65 402 зареєстрованих користувачів, 93 активних дописувачів, 7 адміністраторів
. Загальна кількість сторінок в ірландській Вікіпедії — 108 927, редагувань — 1 258 727, завантажених файлів — 1005
. Глибина (рівень розвитку мовного розділу) ірландської Вікіпедії дуже мала і становить лише 6.8 пунктів
. 
Поява ірландської Вікіпедії було прихильно сприйнято ірландськими ЗМІ. В своїй статті «Putting the learning back into learning technology» Баррі Макмалін з Дублінського міського університету припустив, що хоча ірландська Вікіпедія ніколи не міститиме стільки статей, скільки Вікіпедії найпоширенішими мовами світу, вона, безперечно, є корисним ресурсом. Інші наукові джерела підкреслюють освітню цінність сайту.  